# Eleccions al Dáil Éireann de 1961

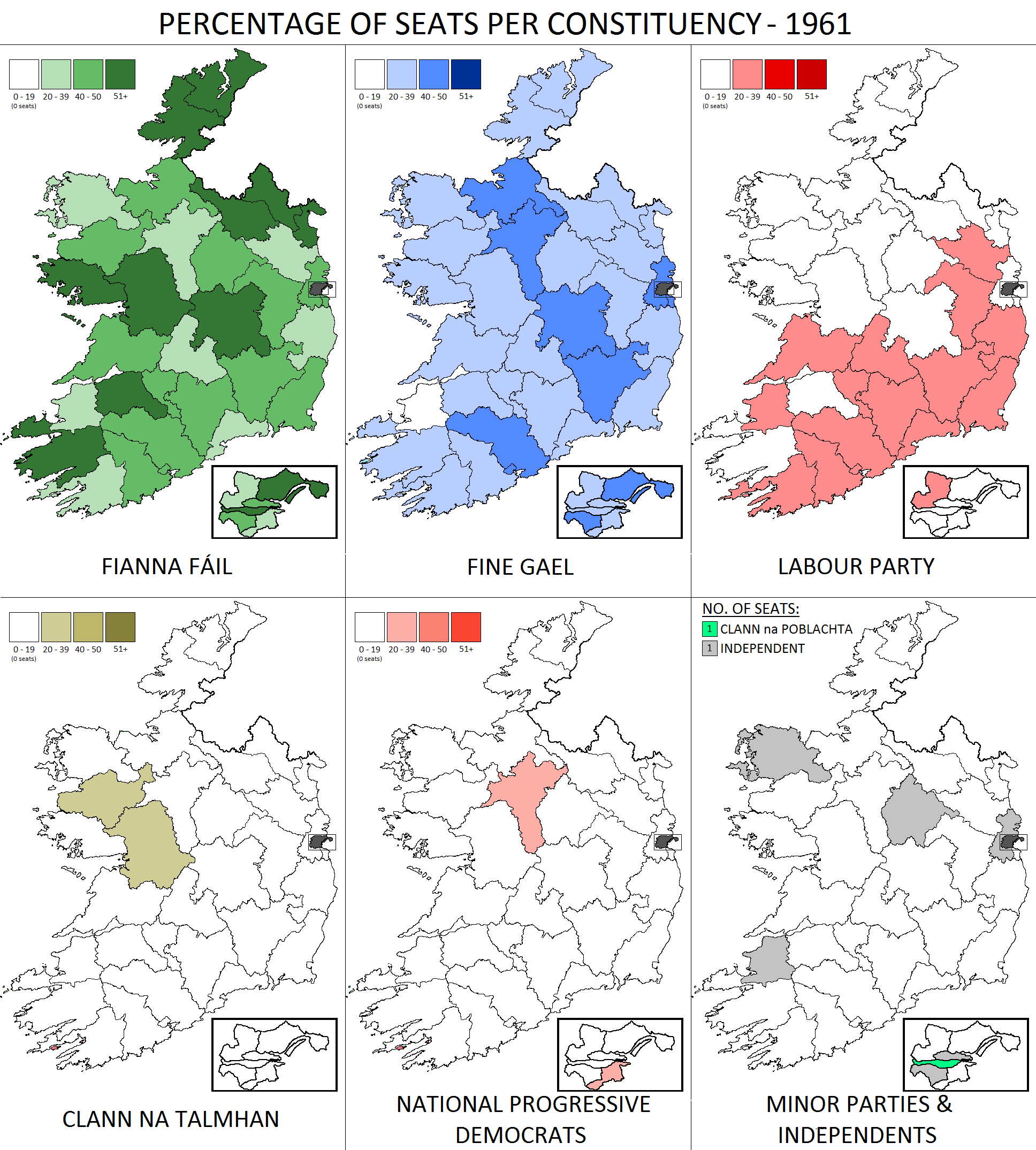
Resultats per circumscripcions i partits

Les eleccions al Dáil Éireann de 1961 es van celebrar el 4 d'octubre de 1961 per a renovar els 144 diputats del Dáil Éireann. Va guanyar el Fianna Fáil per majoria absoluta i Seán Lemass formaria govern

## Resultats
| Partit                         | Líder              | Vot popular | %     | Escons |
| Fianna Fáil                    | Seán Lemass        |             | 43,8% | 70     |
| Fine Gael                      | James Dillon       |             | 32,0% | 47     |
| Laborista                      | Brendan Corish     |             | 11,6% | 15     |
| Clann na Talmhan               | Joseph Blowick     |             | 1,5%  | 2      |
| National Progressive Democrats | Noel Browne        |             | 1,4%  | 2      |
| Clann na Poblachta             | Seán MacBride      |             | 1,1%  | 1      |
| Independents                   |                    |             | 4,2%  | 6      |
| Sinn Féin                      | Pádraig Mac Lógáin |             | 3,1%  | 0      |